# Gernicourt

Gernicourt este o comună în departamentul Aisne din nordul Franței. În 1 ianuarie 2018 avea o populație de 42 de locuitori.